# Гейтс, Мелинда
Мели́нда Френч-Гейтс (англ. Melinda French Gates, урождённая Мелинда Энн Френч; род. 15 августа 1964, Даллас) — американский предприниматель и филантроп, бывшая супруга Билла Гейтса. Является соучредителем и сопредседателем Фонда Билла и Мелинды Гейтс, ранее была менеджером отдела продаж в Microsoft по ряду продуктов, включая Publisher, Microsoft Bob, Encarta и Expedia.

## Биография
Мелинда родилась в Далласе (штат Техас). Она была второй из четырёх детей, рождённых в семье инженера Рэймонда Джозефа Френча-младшего и домохозяйки Элейн Агнес Эмерланд. У неё есть старшая сестра и два младших брата. Мелинда, католичка по вероисповеданию, училась в католической школе святой Моники, где была лучшей ученицей в классе. В 1982 году она окончила Урсулинскую академию Далласа, став студенткой, произнёсшей прощальную речь. В 1986 году она получила степень бакалавра в области компьютерных наук и экономики в Университете Дьюка, а в 1987 году — степень магистра делового администрирования в Школе бизнеса Фукуа при Университете Дьюка.
Вскоре после этого она начала работать в Microsoft и участвовала в разработке многих мультимедийных продуктов компании, включая Publisher, Microsoft Bob, Encarta и Expedia.
В 1994 году она вышла замуж за Билла Гейтса. Свадебная церемония прошла на острове Ланаи (Гавайи). Вскоре после этого она покинула Microsoft, чтобы сосредоточиться на семье. У Мелинды и Билла Гейтс родилось трое детей: дочери Дженнифер Кэтрин Гейтс (1996) и Фиби Адель Гейтс (2002), а также сын Рори Джон Гейтс (1999). Супруги живут в большом особняке на берегу озера Вашингтон.
С 1996 по 2003 год Мелинда была членом совета попечителей Университета Дьюка. Гейтс принимает участие в конференциях Бильдербергского клуба, а также является членом совета директоров компании Washington Post. В 2006 году она покинула совет Drugstore.com, чтобы уделять больше времени Фонду Билла и Мелинды Гейтс.
По состоянию на 2009 год, Мелинда и Билл Гейтс пожертвовали в фонд более 24 млрд долларов.
3 мая 2021 года Мелинда и Билл Гейтс объявили решение о разводе. 2 августа 2021 года состоялся официальный развод после 27 лет брака.

## Награды и признание
В декабре 2005 года Мелинда и Билл Гейтс были названы журналом Time людьми года вместе с Боно. 4 мая 2006 года Мелинда и Билл Гейтс получили Премию Принца Астурийского за международное сотрудничество в знак признания их влияния на мир своей благотворительностью. В ноябре 2006 года Мелинда и Билл Гейтс были награждены Орденом ацтекского орла за свою благотворительную деятельность по всему миру в области здравоохранения и образования, в частности, в Мексике в программе Un país de lectores.
В 2006 году Мелинда заняла 12-е место в списке 100 самых влиятельных женщин журнала Forbes, в 2007 году — 24-е, в 2008 году — 40-е, в 2014 — 3-е, в 2017— 3-е.
В 2013 году награждена орденом Британской империи степенью «Дама-командор».
В 2015 году награждена третьей по значимости гражданской наградой Индии Падма Бхушан.